# Chris Cornell

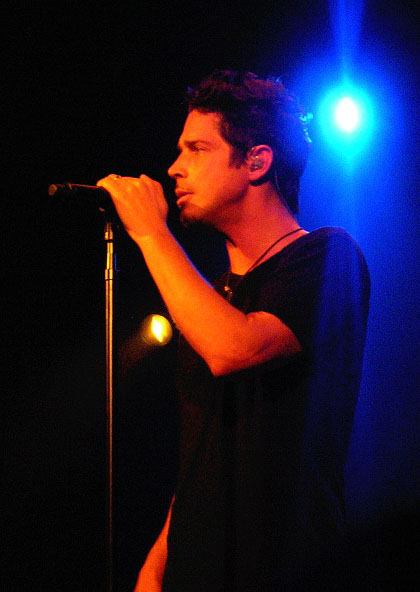
Chris Cornell v roce 2007

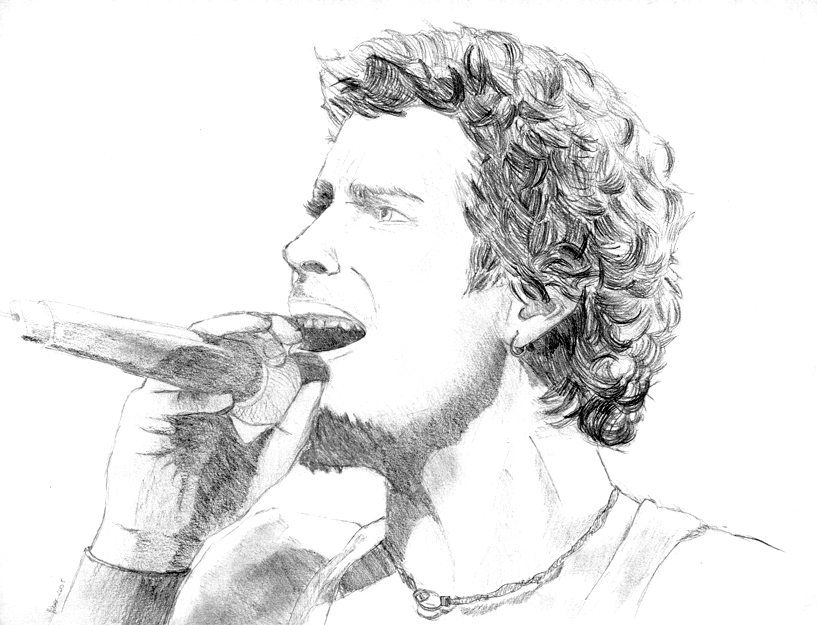
Nákres Chrise Cornella

Chris Cornell, rodným jménem Christopher John Boyle (20. července 1964 Seattle – 18. května 2017 Detroit) byl americký rockový zpěvák a hudebník, zpěvák skupiny Soundgarden (1984–1997, 2010–2017). Působil i ve skupině Audioslave (2001–2007), ale je významný i svou samostatnou tvorbou. Byl znám také pro svůj hlasový rozsah čítající 4 oktávy.

## Životopis

### Dětství
Narodil se a vyrůstal v Seattlu. Jeho rodiči byli lékárník irského původu Ed Boyle a účetní židovského původu Karen Cornell. Měl pět sourozenců: starší bratři Peter a Patrick, a mladší sestry Katy, Suzy a Maggie. Peter, Katy a Suzy hráli ve skupině Inflatable Soule. Peter je frontman newyorské rockové skupiny Black Market Radio. Katy vystupuje jako zpěvačka kapely Seattle Happy Hour Hero.
Už od dětství měl Cornell vřelý vztah k hudbě. V devíti letech začal poslouchat Beatles poté, co našel velkou sbírku nahrávek Beatles v suterénu sousedova domu. Nejprve bral hodiny klavíru, pak začal hrát na bicí. V pubertě experimentoval s drogami a kradl. Roku 1978 se jeho rodiče rozvedli, o rok později odešel ze střední školy. Jednak kvůli problémům s autoritami a jednak protože chtěl pomáhat své matce. Pracoval v rybím velkoobchodě a byl šéfkuchařem v restauraci.
Na začátku roku 1980 se stal členem skupiny The Shemps, v níž vystupoval baskytarista Hiro Yamamoto. Po jeho odchodu se ke skupině přidal kytarista Kim Thayil jako nový basák.

### Dospělost
Roku 1984 po rozpadu kapely The Shemps založilo trio skupinu Soundgarden. Cornell původně hrál na bicí a zpíval. V roce 1985 se ke skupině přidal Scott Sundquist jako bubeník, aby se tak Cornell plně soustředil na zpěv. V roce 1986 byl Sundquist nahrazen Mattem Cameronem.
První album skupiny Ultramega OK vyšlo roku 1988, následující rok vyšlo album Louder Than Love. Krátce poté odešel ze skupiny Yamamoto, nahrazen Jasonem Evermanem, respektive Ben Shepherd. Roku 1991 vydala skupina album Badmotorfinger, která ji, v době prvních úspěchů seattleské hudební scény, zpopularizovala. Roku 1997 se kapela po trvajících problémech rozpadla.
V roce 1999 vydal Cornell první sólové album Euphoria Morning, které bylo komerčně neúspěšné. Roku 2001 založil se členy skupiny Rage Against the Machine superskupinu Audioslave. Vydal s nimi tři studiová alba, než se skupina roku 2007 rozpadla. Rok předtím složil a nazpíval píseň "You Know My Name", ústřední píseň pro film Casino Royale. Skladba nebyla vydána na soundtracku k filmu, ale zvlášť jako singl.
V lednu 2010 ohlásil návrat Soundgarden. Toho roku vydala kapela výběrové album Telephantasm. V létě 2012 vydala singl "Live to Rise" k soundtracku pro film Avengers, v listopadu téhož roku vydala album King Animal.
Byl ženatý se Susan Silverovou, manažerkou Soundgarden a Alice in Chains. Má s ní dceru Lillian Jean. Pár se v roce 2004 rozvedl. V prosinci 2008 ohlásil, že opět získal zpět svou sbírku 15 kytar, o kterou se se Suzan po čtyři roky soudil.
Byl ženatý s publicistkou Vicky Karayiannis. Mají dceru Toni a syna Christophera Nicholase.

### Úmrtí
Dne 18. května 2017 byl nalezen mrtev krátce poté, co odehrál koncert v Detroitu. Cornellova manželka Vicky Karayiannis, která popírala, že by měl v poslední době deprese či sebevražedné sklony, se mu nemohla dovolat, poprosila tedy jeho blízkého přítele Martina Kirstena (osobního strážce), aby ho šel zkontrolovat na hotelový pokoj komplexu MGM Grand Detroit. Po vyražení dveří našel nehybné Cornellovo tělo na podlaze v koupelně. Přivolaní záchranáři už jen mohli konstatovat smrt a mrtvé tělo následně převezli na patologii. Příčinou smrti byla sebevražda oběšením.
Záběry z koncertu z Detroitu se okamžitě po zveřejnění zpráv o Cornellově smrti objevily na YouTube. Poslední skladbou na jejich setlistu byla „Slaves & Bulldozers“, jejíž živou verzi skupina již několik let obzvláštňuje tím, že do ní přidává část z gospelové balady „In My Time Of Dying“, kterou kdysi slavně předělali Led Zeppelin. V textu zmíněné písně se mimo jiné zpívá: „In my time of dying, I want nobody to mourn. All I want for you to do is take my body home. Well, well, well, so I can die easy.“, což volně přeloženo znamená: „V době mého skonu nechci, aby nikdo truchlil. Chci po tobě pouze to, abys odnesl mé tělo domů. Takže, takže, takže, budu moct umřít s lehkostí.“
Dne 23. května bylo jeho tělo zpopelněno. Pohřeb proběhl 26. května na Hollywood Forever Cemetery v Los Angeles. Mezi smutečními hosty byli například zbylí členové Soundgarden, dále Tom Morello, James Hetfield, Lars Ulrich, Dave Grohl, Brad Pitt, Christian Bale, James Franco, Pharrell Williams, Mike Bordin nebo Dave Navarro. Mezi hosty byl i jeho blízký přítel, zpěvák Chester Bennington z Linkin Park, který později spáchal sebevraždu stejným způsobem; 20. července téhož roku, což je datum Cornellova narození.

## Diskografie

### Soundgarden
- Ultramega OK (1988)
- Louder Than Love (1989)
- Badmotorfinger (1991)
- Superunknown (1994)
- Down on the Upside (1996)
- King Animal (2012)

### Audioslave
- Audioslave (2002)
- Out of Exile (2005)
- Revelations (2006)

### Sólo
- Euphoria Morning (1999)
- Carry On (2007)
- Scream (2009)
- Songbook (2011)
- Higher Truth (2015)

### Temple of the Dog
- Temple of the Dog (1991)